# Livry-Gargan
Livry-Gargan is een gemeente in het Franse departement Seine-Saint-Denis (regio Île-de-France). De gemeente telde 46.507 inwoners op 1 januari 2022. De plaats maakt deel uit van het arrondissement Le Raincy.

## Geschiedenis
De plaats ontstond bij een kapel en een kasteel op een open plaats in het bosgebied Forêt de Bondy. De heerlijkheid Livry was een bezit van de familie de Garlande en onder Guillaume IV de Garlande ontstond aan het einde van de 12e eeuw de abdij van Livry. In 1499 kocht Simon Sanguin, een rijke koopman uit Parijs, de heerlijkheid Livry. In de 17e eeuw telde het dorp Livry ongeveer 500 inwoners. De bevolking werd zwaar getroffen door de pest (1637) en de vernielingen en de erop volgende hongersnood die gepaard gingen met de opstand van de Fronde. Louis Sanguin, heer van Livry, bekwam de titel van markies. Hij kocht in 1694 het prestigieuzere kasteel van Le Raincy en bekwam dat beide verenigd werden in een markizaat.
Bij het uitbreken van de Franse Revolutie telde de plaats ongeveer 1.500 inwoners. De bevolking leefde van de landbouw (wijnbouw en melkveehouderij). Er waren ook gipsgroeven. In de eerste decennia van de 19e eeuw werd ten noorden van Livry het Canal de l’Ourcq gegraven. In 1869 werd Le Raincy afgescheiden van Livry en werd het een zelfstandige gemeente. In 1860 had Louis-Xavier Gargan zich gevestigd in Livry, in de nabijheid van het Forêt de Bondy. Hij opende twee fabrieken in het westen van de gemeente: een houtzagerij en een luciferfabriek. Rond deze fabrieken ontstonden nieuwe woonwijken. Deze plaats kreeg de naam Gargan. In 1912 nam de gemeente de naam Livry-Gargan aan. Vooral tijdens het interbellum was er een sterke bevolkingsgroei. Livry-Gargan verstedelijkte verder na de Tweede Wereldoorlog al bleef de bebouwing beperkt tot laagbouw.

## Geografie
De oppervlakte van Livry-Gargan bedroeg op 1 januari 2022 7,38 vierkante kilometer; de bevolkingsdichtheid was toen 6.301,8 inwoners per km².
De onderstaande kaart toont de ligging van Livry-Gargan met de belangrijkste infrastructuur en aangrenzende gemeenten.

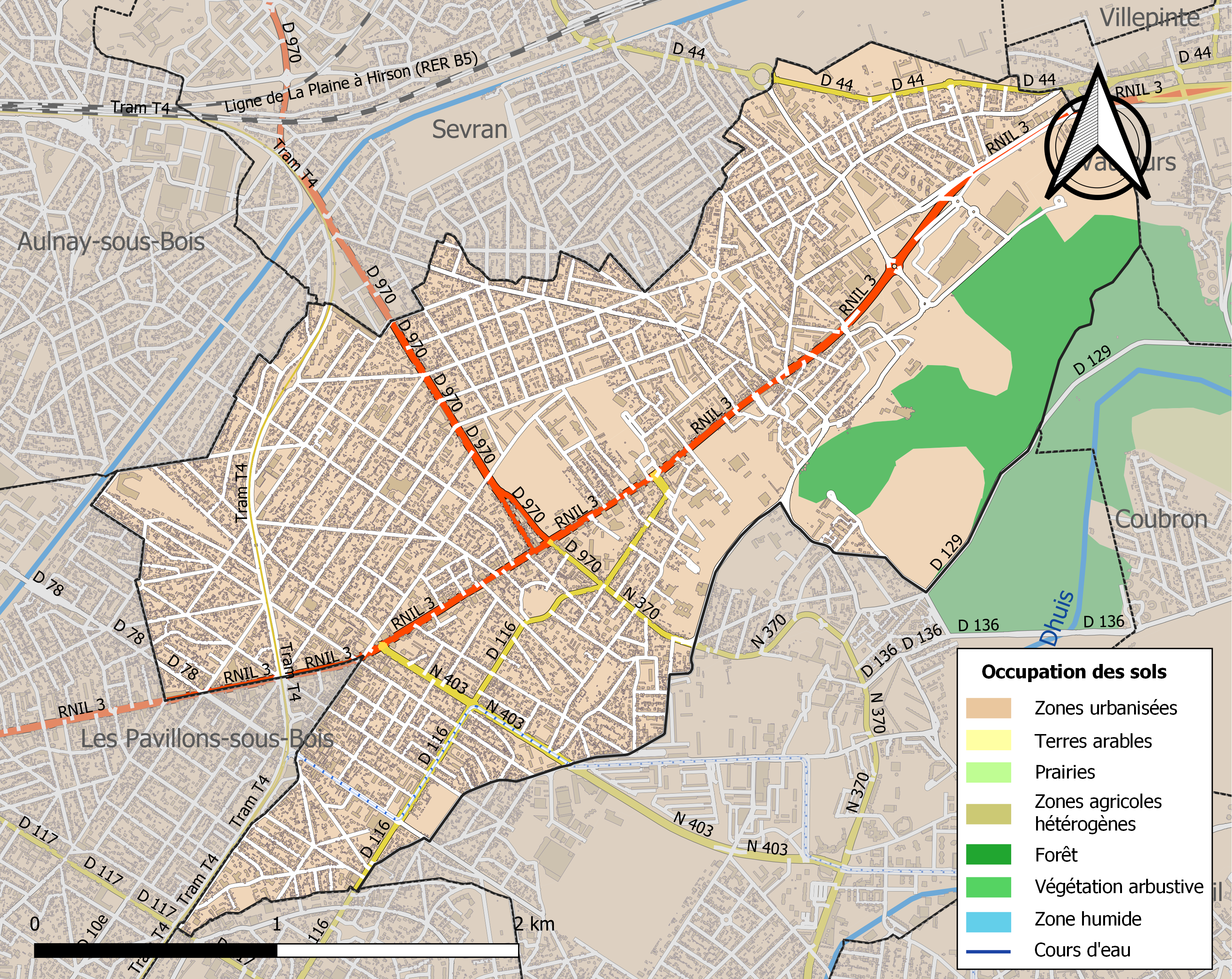

## Demografie
Tussen 1900 en 1931 groeide de bevolking van ongeveer 4.000 naar 21.213 inwoners. Onderstaande figuur toont het verloop van het inwonertal (bron: INSEE-tellingen).

## Verkeer en vervoer
De autoweg RN3 loopt door de gemeente. Deze sluit verderop aan op de autosnelwegen A3 (via de Porte de Bagnolet) en A4 (via de Porte de Bercy). De gemeente heeft geen treinstation maar er zijn wel busverbindingen met de stations Sevran-Livry en Bondy. Tramlijn 4 loopt door de gemeente.

## Geboren
- Cyril Saugrain (1973), wielrenner
- Malamine Efekele (2004), voetballer